# Xã Winsor, Michigan
Xã Winsor (tiếng Anh: Winsor Township) là một xã thuộc quận Huron, tiểu bang Michigan, Hoa Kỳ. Năm 2010, dân số của xã này là 1.907 người.